# El hombre invisible (cuadro)
El hombre invisible es una pintura del artista español Salvador Dalí realizada entre 1929 y 1933. 
Está hecha mediante la técnica del óleo sobre lienzo, es de estilo surrealista y sus medidas son 140 x 81 cm. Se encuentra en el Museo Reina Sofía en Madrid.
Se trata de una obra experimental donde Dalí pinta imágenes de doble sentido.
Aunque es una obra inacabada y un intento fracasado de crear una pintura buena, constituye el primer lienzo de Dalí que contiene una doble imagen. Aunque la pintura no satisfizo al artista, después siguió por el camino de los engaños visuales, creando algunas obras realmente buenas. Parece ser que la idea del cuadro le fue sugerida por un libro del antiguo Egipto cuyas ilustraciones había admirado desde niño. También está inspirada en las pinturas de Giuseppe Arcimboldo, pintor renacentista que pintaba rostros humanos a base de flores, frutas, plantas, animales u objetos.
Dalí consideraba al Hombre Invisible un fetiche paranoico, protector suyo y de Gala, su mujer. En la Vida secreta, Dalí describe al personaje como un individuo de sonrisa benévola, capaz de exorcizar todos sus temores y ponerlos en fuga. Sin embargo, más que en un hombre, Dalí pensaba en Lidia Noguer, una extravagante campesina de Port Lligat a quien él y Gala compraron su primera casa.
Este cuadro, del que se conoce también un estudio preparatorio, serviría para pintar algunos otros como España, La Metamorfosis de Narciso y El gran paranoico.

## Descripción
En el cuadro de Dalí, se puede ver una persona sentada, de proporciones gigantescas y prolongadas. La cabeza del individuo se forma con algunas sombras y relieves de construcciones y esculturas que se encuentran muy alejadas del espectador. Las nubes simulan el pelo y dos esferas azules, los ojos. El brazo derecho, que está inconcluso, está formado, en parte, por la espalda de la estatua de una mujer con un cuello desproporcionado.
El brazo izquierdo está formado por una columna y se delimita con el edificio negro que hay en primer plano a la derecha del cuadro. Esta estructura tiene, además, dos esculturas de mujeres diseccionadas y de distintos colores.
En medio en la parte inferior hay una especie de maniquí, el cual tiene una larga cabellera que asciende y se bifurca en su punta, definiendo así las manos del gigante. Las piernas están formadas por una cascada y una sección del suelo del mismo color azul.
Delante del maniquí hay un león dorado que se repite en muchas otras obras del artista. Hay otros elementos surrealistas del cuadro que solo son ornamentales. A la derecha hay, en primer plano, un conjunto de esculturas satíricas: tres hombres y tres niños.
A la izquierda se halla una pilastra sobre la cual, hay una escultura de un perfil de mujer que se repite en muchas otras pinturas de Dalí. Más atrás hay una plataforma y, sobre esta, un caballo blanco. Finalmente, sobre la mano derecha del gigante hay una forma simétrica y extraña la cual parece estar diseccionada.